# Хале-Сара
Хале-Сара (перс. خاله سرا) — дегестан в Ірані, у бахші Асалем, в шагрестані Талеш остану Ґілян. За даними перепису 2006 року, його населення становило 6930 осіб, які проживали у складі 1691 сімей.

## Населені пункти
До складу дегестану входять такі населені пункти:
- Алі-Сара
- Аллах-Дег
- Віш-Хес-Махале
- Ґетґе-Сара
- Ґісум
- Діґе-Сара
- Латаїн
- Мола-Махале
- Пір-е-Гарат
- Ранґардж-Махале
- Сіях-Біл
- Хале-Сарай-є-Панджах-о-Нох
- Хале-Сарай-є-Панджах-о-Хафт